# Supercoppa di Croazia 2010
La Supercoppa di Croazia 2010 è stata la 9ª edizione di tale competizione. Si è disputata il 17 luglio 2010 allo Stadio Maksimir di Zagabria. La sfida ha visto contrapposti la Dinamo Zagabria, campione di Croazia, e il Hajduk Spalato, trionfatore nella Coppa di Croazia 2009-2010. A conquistare il trofeo, per la quarta volta nella sua storia, è stata la Dinamo Zagabria.

## Tabellino
| Arbitro: | Draženko Kovačić (Križevci) |

|            |           |  |
| Bišćan 77’ | Marcatori |  |